# Жимбред
Жимбред (фр. Gimbrède) насеље је и општина у јужној Француској у региону Миди Пирене, у департману Жерс која припада префектури Кондом.
По подацима из 2011. године у општини је живело 327 становника, а густина насељености је износила 13,09 становника/km². Општина се простире на површини од 24,98 km². Налази се на средњој надморској висини од 110 метара (максималној 221 m, а минималној 72 m).

## Демографија
| 1962. | 1968. | 1975. | 1982. | 1990. | 1999. | 2011. |
| ----- | ----- | ----- | ----- | ----- | ----- | ----- |
| 321   | 365   | 315   | 292   | 285   | 287   | 327   |

График промене броја становника у току последњих година